# Frank Pakenham
Francis Aungier Pakenham, 7. hrabia Longford (ur. 5 grudnia 1905, zm. 3 sierpnia 2001 w Londynie) – brytyjski arystokrata i polityk, członek Partii Pracy, minister w rządach Clementa Attlee’ego i Harolda Wilsona. Drugi syn Thomasa Pakenhama, 5. hrabiego Longford, i lady Mary Villiers, córki 7. hrabiego Jersey.

## Życiorys
Wykształcenie odebrał w Eton College oraz w New College na Uniwersytecie Oksfordzkim, gdzie studiował filozofię, politologię i ekonomię. Następnie rozpoczął pracę w oksfordzkim Christ Church. W 1930 r. wstąpił do Conservative Research Department, ale ostatecznie związał się z Partią Pracy. W 1945 r. został kreowany 1. baronem Pakenham i zasiadł w Izbie Lordów.
Początkowo, w latach 1945-1946, był Lordem-in-Waiting króla Jerzego VI. W 1947 r. został Kanclerzem Księstwa Lancaster. W 1948 r. został członkiem gabinetu jako minister lotnictwa cywilnego. W 1951 r. był, przez krótki czas, pierwszym lordem Admiralicji. Po śmierci starszego brata Edwarda w 1961 r. odziedziczył tytuł 7. hrabiego Longford. Po powrocie laburzystów do władzy w 1964 r. został przewodniczącym Izby Lordów oraz Lordem Tajnej Pieczęci. W latach 1965–1966 był ministrem kolonii, a potem do 1968 r. ponownie Lordem Tajnej Pieczęci. W 1971 r. został kawalerem Orderu Podwiązki.
Interesował się historią Irlandii i napisał kilka książek o tej tematyce, m.in. An Account from First-Hand Sources of the Negotiation and Signature of the Anglo-Irish Treaty of 1921 opublikowaną w 1935 r. Był również współautorem biografii irlandzkiego prezydenta Éamona de Valery, opublikowanej w 1970 r.
W 1956 r. Longford został członkiem założycielem New Bridge, organizacji zajmującej się pomocą skazanym na karę pozbawienia wolności i umożliwiającej im kontakt oraz integrację ze społeczeństwem. Lord Longford zasłynął jako aktywny działacz kampanii na rzecz ułaskawienia Myry Hindley, skazanej na karę dożywotniego pozbawienia wolności za wielokrotne zabójstwo. Starania Longforda zakończyły się niepowodzeniem (Hindley zmarła w więzieniu w 2002 r.). Z drugiej strony Longford był zdecydowanym przeciwnikiem równouprawnienia homoseksualistów.
Po reformie Izby Lordów w 1999 r. Longford otrzymał dożywotni tytuł parowski barona Pakenham of Cowley i pozostał w Izbie Lordów. Zmarł w sierpniu 2001 r.

## Rodzina

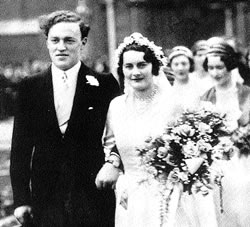
Ślub lorda Longforda i Elizabeth Harman

3 listopada 1931 r. poślubił Elizabeth Harman (30 sierpnia 1906 – 23 października 2002), córkę Nathaniela Bishopa Harmana. Frank i Elizabeth mieli razem ośmioro dzieci:
- Antonia Margaret Caroline Pakenham (ur. 27 sierpnia 1932), pisarka i historyk, żona Hugh Frasera i Harolda Pintera, ma dzieci z pierwszego małżeństwa
- Thomas Francis Dermot Pakenham (ur. 14 sierpnia 1933), 8. hrabia Longford
- Patrick Maurice Pakenham (ur. 17 kwietnia 1937), ożenił się z Mary Plummer, ma dzieci
- Judith Elizabeth Pakenham (ur. 14 sierpnia 1940), żona Alexandra Kazantisa, ma dzieci
- Rachel Mary Pakenham (ur. 11 maja 1942), pisarka, żona Kevina Billingtona, ma dzieci
- Michael Aidan Pakenham (ur. 3 listopada 1943), ożenił się z Metą Doak, ma dzieci
- Catherine Rose Pakenham (28 lutego 1946 – 11 sierpnia 1969), zginęła w wypadku samochodowym
- Kevin John Toussaint Pakenham (ur. 1 listopada 1947), ożenił się z Ruth Jackson, ma dzieci

## Kultura
- Starania hrabiego o ułaskawienie Myry Hindley zostały przedstawione w filmie Longford z 2006 r. W postać Pakenhama wcielił się Jim Broadbent